# Corine Nijenhuis
Corine Nijenhuis (Amsterdam, 1965) is een Nederlandse auteur van literaire non-fictie boeken, historische romans en essays. Haar werk gaat vaak over de strijd tussen mens- en natuurkracht. 

## Levensloop
Nijenhuis volgde van 2004 tot 2009 de schrijfopleiding aan de Schrijversvakschool die zij cum laude afrondde. Zij studeerde van 1989 tot 1995 theatervormgeving aan de Gerrit Rietveld Academie.
Na haar studie werkte zij ruim 15 jaar als zelfstandig ruimtelijk vormgever voor diverse musea (tentoonstellingsontwerpen zoals voor Beurs van Berlage, Afrikamuseum, Boijmans van Beuningen), diverse film- en muziekfestivals (aankleding en decor voor Drum Rythm Festival, North Sea Jazz Festival, IDFA, Nederlands Film Festival, Festival Mundial), diverse televisieomroepen (ontwerp en realisatie decor rekwisieten voor Boeken met Wim Brands, de Wetenschapsquiz, Hier is Adriaan van Dis). 
Nijenhuis maakte autonoom kunstwerken voor het Oerolfestival en voor particulieren in opdracht. Voor haar werk als vormgever ontving zij de ‘Perspectiefreis’, een aanmoedigingsprijs voor podiumkunstenaars achter de schermen. 
Nijenhuis is toneelmeester bij Buitenhof en Het Filosofisch Kwintet. Ze is voorts jurylid van de Zeeuwse Boekenprijs 2024 en lid van de vakjury voor de Film & Literatuurcompetitie van het Festival by the Sea 2024.

## Privé
Nijenhuis woont op een voormalig binnenvaartschip en vaart met grote regelmaat in binnen- en buitenland. Het boek Een vrouw van staal vertelt over de geschiedenis van de klipper uit 1901 en daarmee over een eeuw binnenvaart in Nederland. Kijken naar landschap en geschiedenis vanaf het water levert een ander perspectief op dat leidt tot nieuw schrijfwerk.

## Oeuvre

### Boeken
- Luchtcowboy Literaire non-fictie roman, 2011, uitgeverij Nijgh en van Ditmar
- Een vrouw van staal Literaire non-fictie roman, 2015, uitgeverij Brandt[1]
- Waddenwolf Historische roman, 2020, uitgeverij Brandt
- Een nieuwe tijd. Zeeland na de ramp Verhalende literaire non-fictie bundel, Alfabet Uitgevers, 2023. Genomineerd voor de Amarte Literatuurprijs 2023, bekroond met de Zeeuwse boekenprijs 2023[2][3]
- Het litteken van de kanalenkoning Literaire non-fictie roman (verschijnt begin 2026 bij Alfabet Uitgevers)

### In opdracht
- De dochter van Martenshoek. Toneeltekst in opdracht van BUOG en St Watervloot, uitgevoerd in Hoogezand, 2019
- De gekroonde Suikerbiet, een formidabel verhaal over Het Beste Café van Nederland. Boek in opdracht van Robbert Roggeband, eigenaar café, 2021

### Essays, artikelen, reportages, columns, series
Nijenhuis schrijft met regelmaat essays voor NRC. Voor EOC-magazine maakt zij de serie Scheepgaan. Voor de Schuttevaer de serie Schippers van Weleer (2016 - 2018), voor VLOT schreef zij columns (2015 - 2022). Zij schrijft voor diverse tijdschriften, waaronder De Spiegel der Zeilvaart, Tijdschrift Zeeland (Koninklijk Zeeuwsch Genootschap der Wetenschappen), EOC-magazine. 